# Romagny (Manche)
Romagny település Franciaországban, Manche megyében. Lakosainak száma 980 fő (2018. január 1.). 
2016. január 1-jével Fontenay községgel egyesülve alkotja a Romagny Fontenay új községet.

## Népesség
A település népessége az elmúlt években az alábbi módon változott:
| Lakosok száma | 1100 | 1087 | 1087 | 1095 | 1009 | 1053 | 1019 | 1387 | 995  | 980  |
|               | 1962 | 1968 | 1975 | 1990 | 1999 | 2008 | 2013 | 2016 | 2017 | 2018 |